# 1991 في تشيلي
فيما يلي قوائم الأحداث التي وقعت خلال عام 1991 في تشيلي.

## رياضة
- 1 يناير – كوبا أمريكا 1991

## مواليد

### يناير
- 30 يناير – روني فرنانديز لاعب كرة قدم تشيلي.

### فبراير
- 6 فبراير – ياسر بينتو لاعب فلسطيني.
- 13 فبراير – جيسون سيلفا لاعب كرة قدم أرجنتيني.

### مارس
- 1 مارس – سيباستيان سواريز

### أبريل
- 25 أبريل – ليوناردو بالنسيا لاعب كرة قدم تشيلي.

### مايو
- 23 مايو – سيزار بيناريس لاعب كرة قدم تشيلي.

## وفيات

### يونيو
- 9 يونيو – كلاوديو آراو (مواليد 1903) عازف بيانو تشيلي.